# Małgorzata Wojtyra
Małgorzata Wojtyra (* 21. September 1989 in Stettin) ist eine ehemalige polnische Radrennfahrerin, die hauptsächlich auf der Bahn aktiv war.

## Sportliche Laufbahn
2010 errang Małgorzata Wojtyra, die vor dem Radsport Rhythmische Sportgymnastik betrieben hatte, bei den UEC-Bahn-Europameisterschaften 2010 in Pruszków Bronze im Omnium, im Jahr darauf wurde sie Europameisterin (U23) in dieser Disziplin und in Scratch und Mannschaftsverfolgung jeweils Vize-Europameisterin.
2012 holte Wojtyr bei den Bahn-Europameisterschaften im litauischen Panevėžys mit dem polnischen Team aus Katarzyna Pawłowska, Edyta Jasińska und Eugenia Bujak die Silbermedaille in der Mannschaftsverfolgung, ebenso 2013. Bei den Bahn-Weltmeisterschaften 2016 in London wurde sie Vize-Weltmeisterin in der Einerverfolgung.
Bis 2015 errang Małgorzata Wojtyra zudem drei polnische Meistertitel. 2016 wurde sie zum Start in der Mannschaftsverfolgung bei den Olympischen Spielen in Rio de Janeiro zunächst nominiert, aber letztlich zugunsten einer jüngeren Fahrerin nicht für das Rennen berücksichtigt. Von dieser Entscheidung war sie tief enttäuscht, zumal der polnische Vierer wegen Fahrfehlern in Rio a anschließend disqualifiziert wurde. 2017 beendete sie ihre sportliche Laufbahn und beschloss, als Jugendtrainerin tätig zu werden. Insgesamt gewann sie bei polnischen Meisterschaften 103 Medaillen.

## Erfolge
2010
- Europameisterschaft – Omnium
- U23-Europameisterschaft – Omnium, Mannschaftsverfolgung (mit Katarzyna Pawłowska und Renata Dąbrowska)

2011
- U23-Europameisterin – Omnium
- U23-Europameisterschaft – Scratch, Mannschaftsverfolgung (mit Eugenia Bujak und Katarzyna Pawłowska)
- U23-Europameisterschaft – Teamsprint (mit Natalia Rutkowska)

2012
- Europameisterschaft – Mannschaftsverfolgung (mit Katarzyna Pawłowska, Edyta Jasińska und Eugenia Bujak)
- U23-Europameisterschaft – Mannschaftsverfolgung (mit Katarzyna Pawłowska und Eugenia Bujak)

2013
- Europameisterschaft – Mannschaftsverfolgung (mit Katarzyna Pawłowska, Edyta Jasińska und Eugenia Bujak)
- Weltcup in Manchester – Scratch
- Polnische Meisterin – Keirin

2015
- Polnische Meisterin – Omnium, Scratch

2016
- Weltmeisterschaft – Einerverfolgung

## Teams
- 2013 BePink